# فرودگاه آبی و فرودگاه ویکتوریا
فرودگاه آبی و فرودگاه ویکتوریا (به انگلیسی: Victoria Airport Water Aerodrome) یک فرودگاه همگانی است که یک باند فرود آب دارد. این فرودگاه در شهر ویکتوریا، بریتیش کلمبیا کشور کانادا قرار دارد و در ارتفاع ۰ متری از سطح دریا واقع شده است.

## شرکت‌های هواپیمایی و مقصدهای پروازی
| شرکت‌های هواپیمایی                     | مقصدهای پروازی                                        |
| ------------------------------------- | ----------------------------------------------------- |
| Harbour Air                           | Gulf Islands, Vancouver Island, ونکوور                |
| کنمور ایر                             | پایگاه آب‌نشین کنمور                                   |
| Ocean Air Floatplanes                 | Gulf Islands, Vancouver Island, ونکوور and Coastal BC |
| Salt Spring Air اجرا توسط Harbour Air | ونکوور، آبی بندرگاه ونکوور                            |